# MK3A2
MK3A2 — ручная фугасная граната США.
Предназначена для повреждения небронированной или легкобронированной техники, небольших сооружений и выведения из строя солдат противника, находящихся в замкнутом пространстве в бою. Цели граната достигает за счёт её броска рукой.
Радиус поражения гранаты 2 метра, радиус возможного поражения 15 метров, предназначена для нанесения поражения в первую очередь силой взрыва. По американским нормативам радиус смертельного поражения человека ударной волной этой гранаты — 2 метра.
Взрыв гранаты происходит через 4-5 секунд после освобождения прижимного рычага. Перед броском предварительно следует удалить предохранительное кольцо, прижав рычаг пальцами к корпусу гранаты.
Граната снаряжена прессованным тротилом. Цилиндрический корпус гранаты состоит из двух половин, изготовленных из тонкостенной металлической трубы или прессованной бумаги, и имеет гнездо с резьбой для установки запала М6А4, М204 или М206А1. Боевая граната окрашивается в чёрный цвет.

## ТТХ
- Масса: 443 г
- Дальность броска: 40 м
- Расчетный радиус поражения: осколками (1,5-2,5г) — 3,4 м; ударной волной (70-80 кПа) — 0,9-1 м